# Zamek w Moryniu

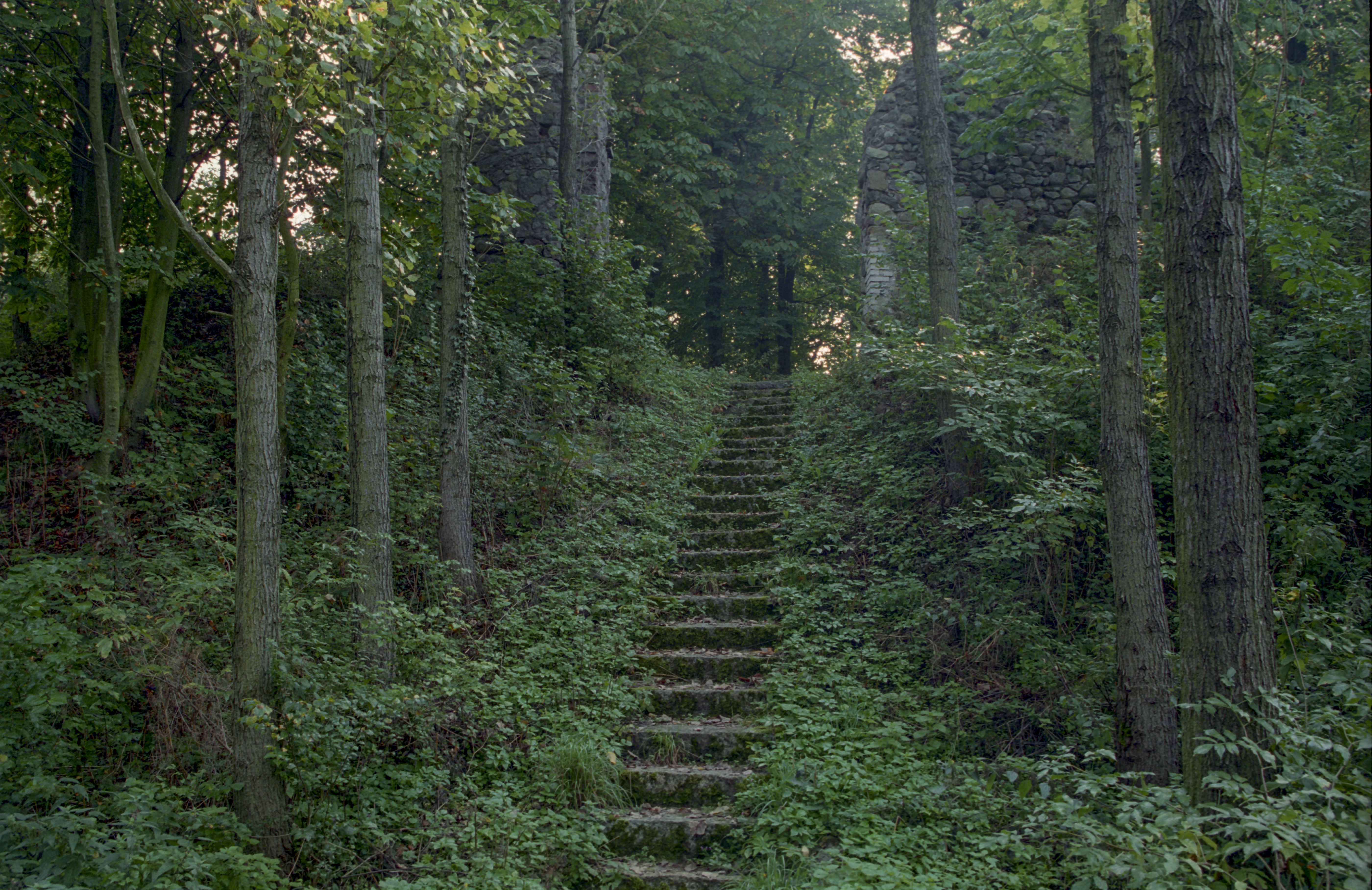
Ruiny zamku przed rozpoczęciem prac porządkowo-rekonstrukcyjnych

Zamek w Moryniu – ruiny zamku z XIV wieku w Moryniu, położone w województwie zachodniopomorskim, nad jeziorem Morzycko, na półwyspie Zamczysko. 
Zbudowany około 1370 roku przez Brandenburczyków w miejscu wcześniejszego grodu słowiańskiego. Powstał na północ od miasta. Pierwotnie wznosił się na wyspie, która następnie została połączona z lądem. Brama wiodła od zachodu. Od południa do bramy przylegał prostokątny budynek o wymiarach 13,5 x 19 metrów, który pełnił funkcje mieszkalne. Zamek został zniszczony pod koniec XIV wieku prawdopodobnie przez księcia szczecińskiego Świętobora I, opuszczony popadł w ruinę. W końcu XIV wieku zamek stracił funkcje militarne i król Zygmunt Luksemburski przekazał obiekt w prywatne ręce. Zachowały się fragmenty ceglano-kamiennych murów przyziemia.